# Règlement (CE) no 1107/2009 du Parlement européen et du Conseil du 21 octobre 2009
Le règlement (CE) n° 1107/2009 du Parlement européen et du Conseil du 21 octobre 2009 est un règlement de l'Union européenne qui traite de la mise sur le marché des produits phytopharmaceutiques. Il abroge et remplace la directive 91/414/CE traitant du même sujet, ainsi que la directive 79/117/CEE concernant l’interdiction de mise sur le marché et d'utilisation des produits phytopharmaceutiques contenant certaines substances actives.
Ce règlement fait partie du « paquet pesticides » qui comprend également trois autres textes :
- la directive 2009/128/CE, dite « directive pesticides », instaurant un cadre d’action communautaire pour parvenir à une utilisation des pesticides compatible avec le développement durable ;
- le règlement (CE) n°1185/2009 relatif aux statistiques sur les pesticides ;
- la directive 2009/127/CE2009 relative aux machines destinées à l’application des pesticides (modifiant la directive 2006/42/CE)

## Objectifs
Ce règlement poursuit trois objectifs principaux :
- renforcer le niveau de protection de la santé humaine, des animaux et de l’environnement, tout en préservant la compétitivité de l'agriculture communautaire,
- harmoniser et de simplifier les procédures au sein de l'Union européenne et de réduire les délais d’examen des dossiers,
- accroître la libre circulation des produits et leur disponibilité dans les États membres.